# The Purple Mask
The Purple Mask è un serial del 1916 diretto da Grace Cunard e da Francis Ford e prodotto dall'Universal Film Manufacturing Company.

## Trama

### Episodi
- (1) The Vanished Jewels
- (2) Suspected
- (3) The Capture
- (4) Facing Death
- (5) The Demon of the Sky
- (6) The Silent Feud
- (7) The Race for Freedom
- (8) Secret Adventure
- (9) A Strange Discovery
- (10) House of Mystery
- (11) Garden of Surprise
- (12) The Vault of Mystery
- (13) The Leap
- (14) The Sky Monsters
- (15) Floating Signal
- (16) Prisoner of Love

## Distribuzione
Il film fu distribuito dall'Universal Film Manufacturing Company: venne presentato in prima il giorno di Natale del 1916. Copie del film sono conservate negli archivi della Library of Congress.

### Date di uscita
- USA 25 dicembre 1916 (première)
- Portogallo 9 luglio 1920

Alias
- La máscara púrpura	Venezuela
- Máscara Vermelha	Portogallo